# Muriel von Seherr-Thoss
Margaret Muriel von Seherr-Thoss z domu White (ur. 12 października 1880 w Paryżu, zm. 13 marca 1943 w Dobrej) – amerykańska arystokratka żyjąca na ziemi prudnickiej, hrabina von Seherr-Thoss. Przeciwniczka nazizmu.

## Życiorys
Jej ojcem był dyplomata Henry White – współpracownik Theodore’a Roosevelta i Woodrowa Wilsona, a także współautor traktatu wersalskiego. Od strony matki, Margaret Stuyvesant Rutherfurd, była spokrewniona z Lewis Morrisem, który był sygnatariuszem Deklaracji niepodległości Stanów Zjednoczonych.
Muriel White potrafiła posługiwać się sześcioma językami i wraz z rodzicami podróżowała po świecie, towarzysząc ojcu podczas dyplomatycznych spotkań i przyjęć. Mieszkała w Londynie, Paryżu i Rzymie. Podczas jednej z podróży poznała odbywającego służbę wojskową Hermanna von Seherr-Thossa, niemieckiego szlachcica z ziemi prudnickiej. 28 kwietnia 1909 w Paryżu wyszła za niego za mąż. Małżeństwo zamieszkało w rodzinnej siedzibie Seherr-Thossów  w pałacu w Rozkochowie na pruskim Śląsku.
Z inicjatywy Muriel urządzono pałacową kaplicę. Miała z Hermannem troje dzieci, urodzonych w 1910, 1912 i 1915: córkę Margaret oraz synów Hansa Christopha i Hermanna. Po I wojnie światowej, w okresie plebiscytu na Górnym Śląsku w 1921, Muriel krytykowała plany przyłączenia Górnego Śląska do Polski. W styczniu 1922, po śmierci Rogera von Seherr-Thossa (1851-1922), Hermann i Muriel przenieśli się do stanowiącego główną siedzibę rodu pałacu w Dobrej koło Prudnika.
Dojście Adolfa Hitlera do władzy w Niemczech w 1933 skłoniło Muriel do wzięcia pod uwagę wyjazdu dzieci do Stanów Zjednoczonych. Odmówiła wywieszenia flagi ze swastyką na rezydencji. Podczas igrzysk olimpijskich w Berlinie w 1936 miała okazję spotkać się i odbyć rozmowę z Hitlerem. Miała mu powiedzieć, że „oboje z mężem wiedzą, do czego chce on doprowadzić i że oni mu w tym nie pomogą”. W 1938 wszystkie dzieci Muriel i Hermanna osiedli na stale w Stanach Zjednoczonych, natomiast rodzice pozostali w Dobrej.
Podczas II wojny światowej Muriel była nachodzona i nękana przez Gestapo, które domagało się, by sprowadziła synów z powrotem do Niemiec, gdyż mogli przysłużyć się wstępując do wojska. Grożono jej wysyłką do obozu koncentracyjnego Auschwitz. Pogróżki, które otrzymywało małżeństwo, miały doprowadzić Muriel do depresji. Pomogła znanej jej żydowskiej rodzinie z Wiednia wyemigrować do Australii. W 1941 ukrywała brytyjskich żołnierzy, którzy uciekli z pobliskiego obozu jenieckiego, a także amerykańskich pilotów, których samolot rozbił się w pobliżu pałacu.
Hermann i Muriel rozwiedli się. Władze odebrały jej amerykański paszport. Na początku 1943 przebywała w areszcie domowym byłego męża. 13 marca 1943 zginęła w wyniku upadku z okna na drugim piętrze pałacu w Dobrej. W raporcie z jej śmierci, sporządzonym przez Departament Stanu Stanów Zjednoczonych, jako przyczynę zgonu podano rozbicie czaszki, nie wskazując czego było wynikiem. Według świadków wydarzeń, Muriel miała popełnić samobójstwo na widok samochodu Gestapo, który wjechał na pałacowe podwórze. Osobista guwernantka Muriel i krawcowa Anna Stoklosa z pobliskich Walców miała podjąć bezskuteczną próbę ratunku. Informację o samobójstwie powtórzono w dokumencie Centralnej Agencji Wywiadowczej.
W dniu jej pochówku wyłożono czerwonymi dywanami drogę z pałacu do kościoła w Dobrej. Została pochowana w rodzinnym grobowcu Seherr-Thossów. W uroczystości pogrzebowej mieli brać udział funkcjonariusze Gestapo. Żołnierze Armii Czerwonej, którzy zajęli Dobrą w drodze na Prudnik podczas operacji górnośląskiej w marcu 1945, splądrowali krypę, wyciągnęli z trumny ciało Muriel i wyłamali jej palce, żeby ściągnąć z nich pierścionki. W latach 50. XX wieku dotychczasowy grobowiec zaadaptowano na kotłownię, a szczątki Seherr-Thossów, w tym Muriel, złożono przy kościele św. Jana Chrzciciela.

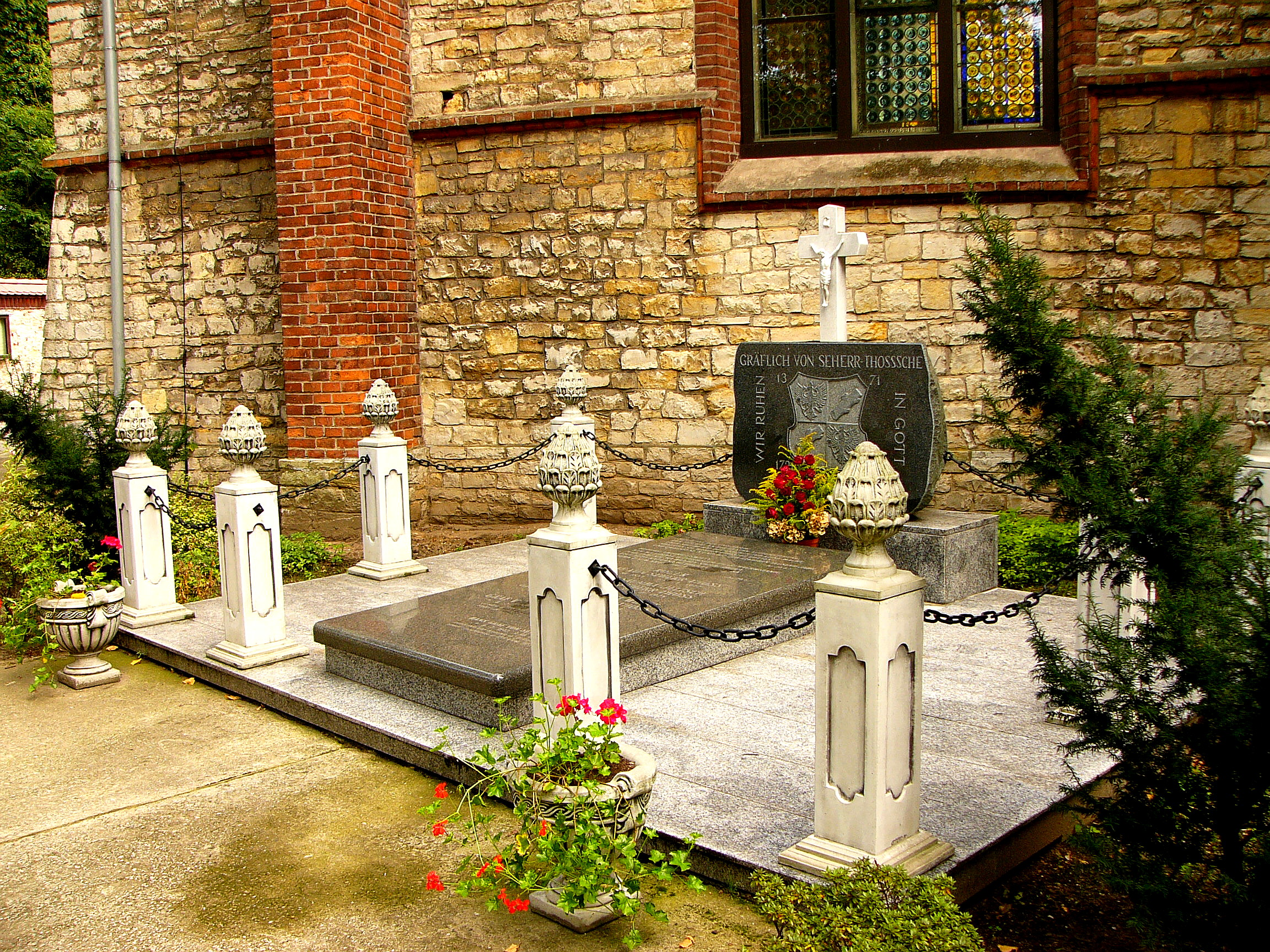
Grobowiec Seherr-Thossów przy kościele w Dobrej
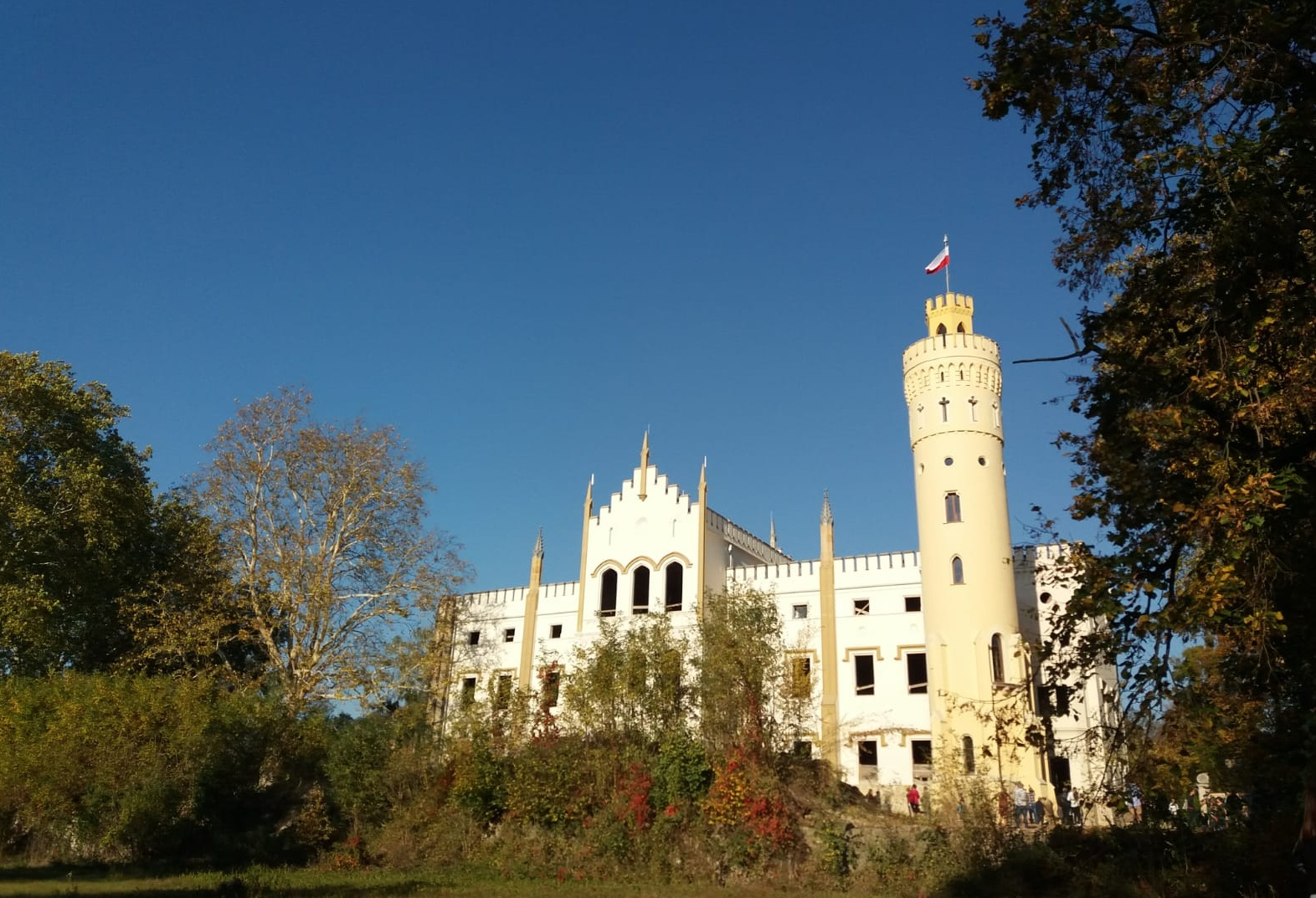
Pałac w Dobrej
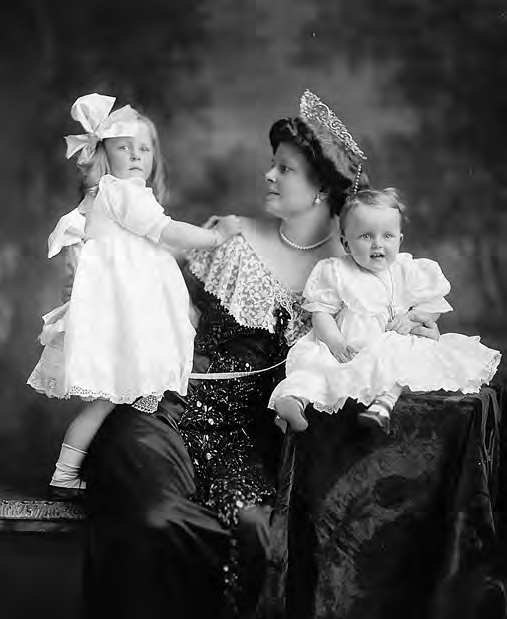
Muriel z jej dwoma najstarszymi dziećmi